# 桌面比擬
在圖形使用者介面（GUI）中，桌面比擬（英語：Desktop metaphor）是一個將「人們在實際生活中的操作與電腦操作」合一的概念，幫助使用者容易地與電腦互動。桌面比擬將計算機的顯示器比擬成使用者的桌面，其上可以放置文件與文件夾。文件可以開一個視窗呈現，代表一份文本的拷貝放在桌上。也有稱為辦公桌配件（像是桌面計算機之類）的小程式可以使用。